# Tour of Oman 2023
Tour of Oman 2023 var den 12:e upplagan av det omanska etapploppet Tour of Oman. Cykelloppets fem etapper kördes mellan den 11 och 15 februari 2023 med start i Rustaq och målgång i Jebel Akhdar. Loppet var en del av UCI ProSeries 2023 och vanns av amerikanska Matteo Jorgenson från cykelstallet Movistar Team.

## Deltagande lag
| WorldTeams (9)- AG2R Citroën Team - Arkéa-Samsic - Astana Qazaqstan Team - Bora-Hansgrohe - Cofidis - Intermarché-Circus-Wanty - Movistar Team - Soudal Quick-Step - UAE Team Emirates ProTeams (7)- Bingoal WB - Burgos-BH - Equipo Kern Pharma - Human Powered Health - Israel-Premier Tech - Lotto Dstny - Uno-X Pro Cycling Team Kontinentala lag (2)- Terengganu Polygon Cycling Team - JCL Team Ukyo Landslag- Oman |
| |

## Etapper
| Etapp | Datum  | Start – mål                                    | type        | Distans (km) | Höjdskillnad (m) | Etappvinnare      | Totalledare      |
| ----- | ------ | ---------------------------------------------- | ----------- | ------------ | ---------------- | ----------------- | ---------------- |
| 1     | 11 feb | Rustaq – Oman Convention and Exhibition Centre | Flack etapp | 147,4        | 807 m            | Tim Merlier       | Tim Merlier      |
| 2     | 12 feb | Sultan Qaboos Sports Complex – Qurayyat        | Kuperat     | 174          | 2 051 m          | Jesús Herrada     | Jesús Herrada    |
| 3     | 13 feb | Al Khobar – Jabal Haat                         |             | 152          | 1 584 m          | Matteo Jorgenson  | Matteo Jorgenson |
| 4     | 14 feb | Izki – Yitti Hills                             |             | 205          | 1 447 m          | Diego Ulissi      | Matteo Jorgenson |
| 5     | 15 feb | Samail – Al Akhdar Mountains                   | Kuperat     | 152          | 1 970 m          | Mauri Vansevenant | Matteo Jorgenson |

### 1:a etappen
| Rustaq - Oman Convention and Exhibition Centre | Flack etapp | (147,4 km) |

| \| Placeringar i etappen \| Placeringar i etappen \| Placeringar i etappen \| Placeringar i etappen \| Placeringar i etappen \| \| Cyklist \| Cyklist \| Lag \| Tid \| \| \| --------------------- \| --------------------- \| ------------------------ \| --------------------- \| --------------------- \| \| 1. \| Tim Merlier \| Soudal Quick-Step \| 3t 31' 00" \| \| \| 2. \| David Dekker \| Arkéa-Samsic \| + 0" \| \| \| 3. \| Axel Zingle \| Cofidis \| + 0" \| \| \| 4. \| Arne Marit \| Intermarché-Circus-Wanty \| + 0" \| \| \| 5. \| Kristoffer Halvorsen \| Uno-X Pro Cycling Team \| + 0" \| \| \| 6. \| Pascal Ackermann \| UAE Team Emirates \| + 0" \| \| \| 7. \| Matt Walls \| Bora-Hansgrohe \| + 0" \| \| \| 8. \| Alexander Salby \| Bingoal WB \| + 0" \| \| \| 9. \| Max Kanter \| Movistar Team \| + 0" \| \| \| 10. \| Rüdiger Selig \| Lotto Dstny \| + 0" \| \| |                      |                          |            |
| |                      |                          |            |
| Källa: ProCyclingStats |                      |                          |            |
| Placeringar i etappen |                      |                          |            |
| Cyklist | Cyklist              | Lag                      | Tid        |
| 1. | Tim Merlier          | Soudal Quick-Step        | 3t 31' 00" |
| 2. | David Dekker         | Arkéa-Samsic             | + 0"       |
| 3. | Axel Zingle          | Cofidis                  | + 0"       |
| 4. | Arne Marit           | Intermarché-Circus-Wanty | + 0"       |
| 5. | Kristoffer Halvorsen | Uno-X Pro Cycling Team   | + 0"       |
| 6. | Pascal Ackermann     | UAE Team Emirates        | + 0"       |
| 7. | Matt Walls           | Bora-Hansgrohe           | + 0"       |
| 8. | Alexander Salby      | Bingoal WB               | + 0"       |
| 9. | Max Kanter           | Movistar Team            | + 0"       |
| 10. | Rüdiger Selig        | Lotto Dstny              | + 0"       |

| \| Totaltävlingen \| Totaltävlingen \| Totaltävlingen \| Totaltävlingen \| Totaltävlingen \| \| Cyklist \| Cyklist \| Lag \| Tid \| \| \| -------------- \| -------------------- \| ------------------------------- \| -------------- \| -------------- \| \| 1. \| Tim Merlier \| Soudal Quick-Step \| 3t 30' 50" \| \| \| 2. \| David Dekker \| Arkéa-Samsic \| + 4" \| \| \| 3. \| Jeroen Meijers \| Terengganu Polygon Cycling Team \| + 5" \| \| \| 4. \| Axel Zingle \| Cofidis \| + 6" \| \| \| 5. \| Rodrigo Álvarez \| Burgos-BH \| + 6" \| \| \| 6. \| Arne Marit \| Intermarché-Circus-Wanty \| + 10" \| \| \| 7. \| Kristoffer Halvorsen \| Uno-X Pro Cycling Team \| + 10" \| \| \| 8. \| Pascal Ackermann \| UAE Team Emirates \| + 10" \| \| \| 9. \| Matt Walls \| Bora-Hansgrohe \| + 10" \| \| \| 10. \| Alexander Salby \| Bingoal WB \| + 10" \| \| |                      |                                 |            |
| |                      |                                 |            |
| Källa: ProCyclingStats |                      |                                 |            |
| Totaltävlingen |                      |                                 |            |
| Cyklist | Cyklist              | Lag                             | Tid        |
| 1. | Tim Merlier          | Soudal Quick-Step               | 3t 30' 50" |
| 2. | David Dekker         | Arkéa-Samsic                    | + 4"       |
| 3. | Jeroen Meijers       | Terengganu Polygon Cycling Team | + 5"       |
| 4. | Axel Zingle          | Cofidis                         | + 6"       |
| 5. | Rodrigo Álvarez      | Burgos-BH                       | + 6"       |
| 6. | Arne Marit           | Intermarché-Circus-Wanty        | + 10"      |
| 7. | Kristoffer Halvorsen | Uno-X Pro Cycling Team          | + 10"      |
| 8. | Pascal Ackermann     | UAE Team Emirates               | + 10"      |
| 9. | Matt Walls           | Bora-Hansgrohe                  | + 10"      |
| 10. | Alexander Salby      | Bingoal WB                      | + 10"      |

### 2:a etappen
| Sultan Qaboos Sports Complex - Qurayyat | Kuperat | (174 km) |

| \| Placeringar i etappen \| Placeringar i etappen \| Placeringar i etappen \| Placeringar i etappen \| Placeringar i etappen \| \| Cyklist \| Cyklist \| Lag \| Tid \| \| \| --------------------- \| --------------------- \| --------------------- \| --------------------- \| --------------------- \| \| 1. \| Jesús Herrada \| Cofidis \| 4t 21' 07" \| \| \| 2. \| Maxim Van Gils \| Lotto Dstny \| + 0" \| \| \| 3. \| Diego Ulissi \| UAE Team Emirates \| + 0" \| \| \| 4. \| Matteo Jorgenson \| Movistar Team \| + 0" \| \| \| 5. \| Mauri Vansevenant \| Soudal Quick-Step \| + 0" \| \| \| 6. \| Alexej Lutsenko \| Astana Qazaqstan Team \| + 3" \| \| \| 7. \| Rémy Rochas \| Cofidis \| + 5" \| \| \| 8. \| Cristián Rodríguez \| Arkéa-Samsic \| + 5" \| \| \| 9. \| Stan Dewulf \| AG2R Citroën Team \| + 5" \| \| \| 10. \| Davide Formolo \| UAE Team Emirates \| + 5" \| \| |                    |                       |            |
| |                    |                       |            |
| Källa: ProCyclingStats |                    |                       |            |
| Placeringar i etappen |                    |                       |            |
| Cyklist | Cyklist            | Lag                   | Tid        |
| 1. | Jesús Herrada      | Cofidis               | 4t 21' 07" |
| 2. | Maxim Van Gils     | Lotto Dstny           | + 0"       |
| 3. | Diego Ulissi       | UAE Team Emirates     | + 0"       |
| 4. | Matteo Jorgenson   | Movistar Team         | + 0"       |
| 5. | Mauri Vansevenant  | Soudal Quick-Step     | + 0"       |
| 6. | Alexej Lutsenko    | Astana Qazaqstan Team | + 3"       |
| 7. | Rémy Rochas        | Cofidis               | + 5"       |
| 8. | Cristián Rodríguez | Arkéa-Samsic          | + 5"       |
| 9. | Stan Dewulf        | AG2R Citroën Team     | + 5"       |
| 10. | Davide Formolo     | UAE Team Emirates     | + 5"       |

| \| Totaltävlingen \| Totaltävlingen \| Totaltävlingen \| Totaltävlingen \| Totaltävlingen \| \| Cyklist \| Cyklist \| Lag \| Tid \| \| \| -------------- \| ----------------- \| ---------------------- \| -------------- \| -------------- \| \| 1. \| Jesús Herrada \| Cofidis \| 7t 51' 57" \| \| \| 2. \| Maxim Van Gils \| Lotto Dstny \| + 4" \| \| \| 3. \| Diego Ulissi \| UAE Team Emirates \| + 6" \| \| \| 4. \| Mauri Vansevenant \| Soudal Quick-Step \| + 10" \| \| \| 5. \| Matteo Jorgenson \| Movistar Team \| + 10" \| \| \| 6. \| Alexej Lutsenko \| Astana Qazaqstan Team \| + 13" \| \| \| 7. \| Davide Formolo \| UAE Team Emirates \| + 15" \| \| \| 8. \| Lennert Teugels \| Bingoal WB \| + 15" \| \| \| 9. \| Niklas Eg \| Uno-X Pro Cycling Team \| + 15" \| \| \| 10. \| Harold Tejada \| Astana Qazaqstan Team \| + 15" \| \| |                   |                        |            |
| |                   |                        |            |
| Källa: ProCyclingStats |                   |                        |            |
| Totaltävlingen |                   |                        |            |
| Cyklist | Cyklist           | Lag                    | Tid        |
| 1. | Jesús Herrada     | Cofidis                | 7t 51' 57" |
| 2. | Maxim Van Gils    | Lotto Dstny            | + 4"       |
| 3. | Diego Ulissi      | UAE Team Emirates      | + 6"       |
| 4. | Mauri Vansevenant | Soudal Quick-Step      | + 10"      |
| 5. | Matteo Jorgenson  | Movistar Team          | + 10"      |
| 6. | Alexej Lutsenko   | Astana Qazaqstan Team  | + 13"      |
| 7. | Davide Formolo    | UAE Team Emirates      | + 15"      |
| 8. | Lennert Teugels   | Bingoal WB             | + 15"      |
| 9. | Niklas Eg         | Uno-X Pro Cycling Team | + 15"      |
| 10. | Harold Tejada     | Astana Qazaqstan Team  | + 15"      |

### 3:e etappen
| Al Khobar - Jabal Haat |  | (152 km) |

| \| Placeringar i etappen \| Placeringar i etappen \| Placeringar i etappen \| Placeringar i etappen \| Placeringar i etappen \| \| Cyklist \| Cyklist \| Lag \| Tid \| \| \| --------------------- \| --------------------- \| --------------------- \| --------------------- \| --------------------- \| \| 1. \| Matteo Jorgenson \| Movistar Team \| 3t 33' 51" \| \| \| 2. \| Mauri Vansevenant \| Soudal Quick-Step \| + 2" \| \| \| 3. \| Geoffrey Bouchard \| AG2R Citroën Team \| + 3" \| \| \| 4. \| Cristián Rodríguez \| Arkéa-Samsic \| + 3" \| \| \| 5. \| Cian Uijtdebroeks \| Bora-Hansgrohe \| + 3" \| \| \| 6. \| Victor Langellotti \| Burgos-BH \| + 3" \| \| \| 7. \| Harold Tejada \| Astana Qazaqstan Team \| + 7" \| \| \| 8. \| Diego Ulissi \| UAE Team Emirates \| + 9" \| \| \| 9. \| Maxim Van Gils \| Lotto Dstny \| + 11" \| \| \| 10. \| Jesús Herrada \| Cofidis \| + 16" \| \| |                    |                       |            |
| |                    |                       |            |
| Källa: ProCyclingStats |                    |                       |            |
| Placeringar i etappen |                    |                       |            |
| Cyklist | Cyklist            | Lag                   | Tid        |
| 1. | Matteo Jorgenson   | Movistar Team         | 3t 33' 51" |
| 2. | Mauri Vansevenant  | Soudal Quick-Step     | + 2"       |
| 3. | Geoffrey Bouchard  | AG2R Citroën Team     | + 3"       |
| 4. | Cristián Rodríguez | Arkéa-Samsic          | + 3"       |
| 5. | Cian Uijtdebroeks  | Bora-Hansgrohe        | + 3"       |
| 6. | Victor Langellotti | Burgos-BH             | + 3"       |
| 7. | Harold Tejada      | Astana Qazaqstan Team | + 7"       |
| 8. | Diego Ulissi       | UAE Team Emirates     | + 9"       |
| 9. | Maxim Van Gils     | Lotto Dstny           | + 11"      |
| 10. | Jesús Herrada      | Cofidis               | + 16"      |

| \| Totaltävlingen \| Totaltävlingen \| Totaltävlingen \| Totaltävlingen \| Totaltävlingen \| \| Cyklist \| Cyklist \| Lag \| Tid \| \| \| -------------- \| ------------------ \| --------------------- \| -------------- \| -------------- \| \| 1. \| Matteo Jorgenson \| Movistar Team \| 11t 25' 48" \| \| \| 2. \| Mauri Vansevenant \| Soudal Quick-Step \| + 6" \| \| \| 3. \| Geoffrey Bouchard \| AG2R Citroën Team \| + 14" \| \| \| 4. \| Diego Ulissi \| UAE Team Emirates \| + 15" \| \| \| 5. \| Maxim Van Gils \| Lotto Dstny \| + 15" \| \| \| 6. \| Jesús Herrada \| Cofidis \| + 16" \| \| \| 7. \| Victor Langellotti \| Burgos-BH \| + 18" \| \| \| 8. \| Cian Uijtdebroeks \| Bora-Hansgrohe \| + 18" \| \| \| 9. \| Cristián Rodríguez \| Arkéa-Samsic \| + 18" \| \| \| 10. \| Harold Tejada \| Astana Qazaqstan Team \| + 22" \| \| |                    |                       |             |
| |                    |                       |             |
| Källa: ProCyclingStats |                    |                       |             |
| Totaltävlingen |                    |                       |             |
| Cyklist | Cyklist            | Lag                   | Tid         |
| 1. | Matteo Jorgenson   | Movistar Team         | 11t 25' 48" |
| 2. | Mauri Vansevenant  | Soudal Quick-Step     | + 6"        |
| 3. | Geoffrey Bouchard  | AG2R Citroën Team     | + 14"       |
| 4. | Diego Ulissi       | UAE Team Emirates     | + 15"       |
| 5. | Maxim Van Gils     | Lotto Dstny           | + 15"       |
| 6. | Jesús Herrada      | Cofidis               | + 16"       |
| 7. | Victor Langellotti | Burgos-BH             | + 18"       |
| 8. | Cian Uijtdebroeks  | Bora-Hansgrohe        | + 18"       |
| 9. | Cristián Rodríguez | Arkéa-Samsic          | + 18"       |
| 10. | Harold Tejada      | Astana Qazaqstan Team | + 22"       |

### 4:e etappen
| Izki - Yitti Hills |  | (205 km) |

| \| Placeringar i etappen \| Placeringar i etappen \| Placeringar i etappen \| Placeringar i etappen \| Placeringar i etappen \| \| Cyklist \| Cyklist \| Lag \| Tid \| \| \| --------------------- \| --------------------- \| ---------------------- \| --------------------- \| --------------------- \| \| 1. \| Diego Ulissi \| UAE Team Emirates \| 4t 36' 48" \| \| \| 2. \| Axel Zingle \| Cofidis \| + 0" \| \| \| 3. \| Ide Schelling \| Bora-Hansgrohe \| + 0" \| \| \| 4. \| Jordi Warlop \| Soudal Quick-Step \| + 0" \| \| \| 5. \| Louis Bendixen \| Uno-X Pro Cycling Team \| + 0" \| \| \| 6. \| Jenthe Biermans \| Arkéa-Samsic \| + 0" \| \| \| 7. \| Andrea Vendrame \| AG2R Citroën Team \| + 0" \| \| \| 8. \| Maxim Van Gils \| Lotto Dstny \| + 0" \| \| \| 9. \| Jesús Herrada \| Cofidis \| + 0" \| \| \| 10. \| Alexej Lutsenko \| Astana Qazaqstan Team \| + 0" \| \| |                 |                        |            |
| |                 |                        |            |
| Källa: ProCyclingStats |                 |                        |            |
| Placeringar i etappen |                 |                        |            |
| Cyklist | Cyklist         | Lag                    | Tid        |
| 1. | Diego Ulissi    | UAE Team Emirates      | 4t 36' 48" |
| 2. | Axel Zingle     | Cofidis                | + 0"       |
| 3. | Ide Schelling   | Bora-Hansgrohe         | + 0"       |
| 4. | Jordi Warlop    | Soudal Quick-Step      | + 0"       |
| 5. | Louis Bendixen  | Uno-X Pro Cycling Team | + 0"       |
| 6. | Jenthe Biermans | Arkéa-Samsic           | + 0"       |
| 7. | Andrea Vendrame | AG2R Citroën Team      | + 0"       |
| 8. | Maxim Van Gils  | Lotto Dstny            | + 0"       |
| 9. | Jesús Herrada   | Cofidis                | + 0"       |
| 10. | Alexej Lutsenko | Astana Qazaqstan Team  | + 0"       |

| \| Totaltävlingen \| Totaltävlingen \| Totaltävlingen \| Totaltävlingen \| Totaltävlingen \| \| Cyklist \| Cyklist \| Lag \| Tid \| \| \| -------------- \| ------------------ \| ------------------------ \| -------------- \| -------------- \| \| 1. \| Matteo Jorgenson \| Movistar Team \| 16t 02' 36" \| \| \| 2. \| Diego Ulissi \| UAE Team Emirates \| + 5" \| \| \| 3. \| Mauri Vansevenant \| Soudal Quick-Step \| + 5" \| \| \| 4. \| Geoffrey Bouchard \| AG2R Citroën Team \| + 14" \| \| \| 5. \| Maxim Van Gils \| Lotto Dstny \| + 15" \| \| \| 6. \| Jesús Herrada \| Cofidis \| + 16" \| \| \| 7. \| Rein Taaramäe \| Intermarché-Circus-Wanty \| + 18" \| \| \| 8. \| Victor Langellotti \| Burgos-BH \| + 18" \| \| \| 9. \| Cian Uijtdebroeks \| Bora-Hansgrohe \| + 18" \| \| \| 10. \| Cristián Rodríguez \| Arkéa-Samsic \| + 18" \| \| |                    |                          |             |
| |                    |                          |             |
| Källa: ProCyclingStats |                    |                          |             |
| Totaltävlingen |                    |                          |             |
| Cyklist | Cyklist            | Lag                      | Tid         |
| 1. | Matteo Jorgenson   | Movistar Team            | 16t 02' 36" |
| 2. | Diego Ulissi       | UAE Team Emirates        | + 5"        |
| 3. | Mauri Vansevenant  | Soudal Quick-Step        | + 5"        |
| 4. | Geoffrey Bouchard  | AG2R Citroën Team        | + 14"       |
| 5. | Maxim Van Gils     | Lotto Dstny              | + 15"       |
| 6. | Jesús Herrada      | Cofidis                  | + 16"       |
| 7. | Rein Taaramäe      | Intermarché-Circus-Wanty | + 18"       |
| 8. | Victor Langellotti | Burgos-BH                | + 18"       |
| 9. | Cian Uijtdebroeks  | Bora-Hansgrohe           | + 18"       |
| 10. | Cristián Rodríguez | Arkéa-Samsic             | + 18"       |

### 5:e etappen
| Samail - Al Akhdar Mountains | Kuperat | (152 km) |

| \| Placeringar i etappen \| Placeringar i etappen \| Placeringar i etappen \| Placeringar i etappen \| Placeringar i etappen \| \| Cyklist \| Cyklist \| Lag \| Tid \| \| \| --------------------- \| --------------------- \| ------------------------ \| --------------------- \| --------------------- \| \| 1. \| Mauri Vansevenant \| Soudal Quick-Step \| 3t 53' 51" \| \| \| 2. \| Matteo Jorgenson \| Movistar Team \| + 0" \| \| \| 3. \| Geoffrey Bouchard \| AG2R Citroën Team \| + 12" \| \| \| 4. \| Rein Taaramäe \| Intermarché-Circus-Wanty \| + 22" \| \| \| 5. \| Maxim Van Gils \| Lotto Dstny \| + 37" \| \| \| 6. \| Diego Ulissi \| UAE Team Emirates \| + 37" \| \| \| 7. \| Cristián Rodríguez \| Arkéa-Samsic \| + 58" \| \| \| 8. \| Jesús Herrada \| Cofidis \| + 58" \| \| \| 9. \| Carlos Verona \| Movistar Team \| + 1' 00" \| \| \| 10. \| Cian Uijtdebroeks \| Bora-Hansgrohe \| + 1' 12" \| \| |                    |                          |            |
| |                    |                          |            |
| Källa: ProCyclingStats |                    |                          |            |
| Placeringar i etappen |                    |                          |            |
| Cyklist | Cyklist            | Lag                      | Tid        |
| 1. | Mauri Vansevenant  | Soudal Quick-Step        | 3t 53' 51" |
| 2. | Matteo Jorgenson   | Movistar Team            | + 0"       |
| 3. | Geoffrey Bouchard  | AG2R Citroën Team        | + 12"      |
| 4. | Rein Taaramäe      | Intermarché-Circus-Wanty | + 22"      |
| 5. | Maxim Van Gils     | Lotto Dstny              | + 37"      |
| 6. | Diego Ulissi       | UAE Team Emirates        | + 37"      |
| 7. | Cristián Rodríguez | Arkéa-Samsic             | + 58"      |
| 8. | Jesús Herrada      | Cofidis                  | + 58"      |
| 9. | Carlos Verona      | Movistar Team            | + 1' 00"   |
| 10. | Cian Uijtdebroeks  | Bora-Hansgrohe           | + 1' 12"   |

## Resultat

### Sammanlagt
| \| Totaltävlingen \| Totaltävlingen \| Totaltävlingen \| Totaltävlingen \| Totaltävlingen \| \| Cyklist \| Cyklist \| Lag \| Tid \| \| \| -------------- \| ------------------ \| ------------------------ \| -------------- \| -------------- \| \| 1. \| Matteo Jorgenson \| Movistar Team \| 19t 56' 21" \| \| \| 2. \| Mauri Vansevenant \| Soudal Quick-Step \| + 1" \| \| \| 3. \| Geoffrey Bouchard \| AG2R Citroën Team \| + 28" \| \| \| 4. \| Rein Taaramäe \| Intermarché-Circus-Wanty \| + 46" \| \| \| 5. \| Diego Ulissi \| UAE Team Emirates \| + 48" \| \| \| 6. \| Maxim Van Gils \| Lotto Dstny \| + 58" \| \| \| 7. \| Jesús Herrada \| Cofidis \| + 1' 20" \| \| \| 8. \| Cristián Rodríguez \| Arkéa-Samsic \| + 1' 22" \| \| \| 9. \| Cian Uijtdebroeks \| Bora-Hansgrohe \| + 1' 36" \| \| \| 10. \| Carlos Verona \| Movistar Team \| + 1' 37" \| \| |                    |                          |             |
| |                    |                          |             |
| Källa: ProCyclingStats |                    |                          |             |
| Totaltävlingen |                    |                          |             |
| Cyklist | Cyklist            | Lag                      | Tid         |
| 1. | Matteo Jorgenson   | Movistar Team            | 19t 56' 21" |
| 2. | Mauri Vansevenant  | Soudal Quick-Step        | + 1"        |
| 3. | Geoffrey Bouchard  | AG2R Citroën Team        | + 28"       |
| 4. | Rein Taaramäe      | Intermarché-Circus-Wanty | + 46"       |
| 5. | Diego Ulissi       | UAE Team Emirates        | + 48"       |
| 6. | Maxim Van Gils     | Lotto Dstny              | + 58"       |
| 7. | Jesús Herrada      | Cofidis                  | + 1' 20"    |
| 8. | Cristián Rodríguez | Arkéa-Samsic             | + 1' 22"    |
| 9. | Cian Uijtdebroeks  | Bora-Hansgrohe           | + 1' 36"    |
| 10. | Carlos Verona      | Movistar Team            | + 1' 37"    |

### Övriga tävlingar
| Poängtävlingen | Poängtävlingen     | Poängtävlingen    | Poängtävlingen | Poängtävlingen |
| Cyklist        | Cyklist            | Lag               | Poäng          |                |
| -------------- | ------------------ | ----------------- | -------------- | -------------- |
| 1.             | Matteo Jorgenson   | Movistar Team     | 34 poäng       |                |
| 2.             | Mauri Vansevenant  | Soudal Quick-Step | 33 poäng       |                |
| 3.             | Diego Ulissi       | UAE Team Emirates | 31 poäng       |                |
| 4.             | Maxim Van Gils     | Lotto Dstny       | 22 poäng       |                |
| 5.             | Axel Zingle        | Cofidis           | 21 poäng       |                |
| 6.             | Jesús Herrada      | Cofidis           | 20 poäng       |                |
| 7.             | Geoffrey Bouchard  | AG2R Citroën Team | 18 poäng       |                |
| 8.             | Tim Merlier        | Soudal Quick-Step | 17 poäng       |                |
| 9.             | Cristián Rodríguez | Arkéa-Samsic      | 14 poäng       |                |
| 10.            | David Dekker       | Arkéa-Samsic      | 12 poäng       |                |

| Poängtävlingen | Poängtävlingen     | Poängtävlingen    | Poängtävlingen | Poängtävlingen |
| Cyklist        | Cyklist            | Lag               | Poäng          |                |
| -------------- | ------------------ | ----------------- | -------------- | -------------- |
| 1.             | Matteo Jorgenson   | Movistar Team     | 34 poäng       |                |
| 2.             | Mauri Vansevenant  | Soudal Quick-Step | 33 poäng       |                |
| 3.             | Diego Ulissi       | UAE Team Emirates | 31 poäng       |                |
| 4.             | Maxim Van Gils     | Lotto Dstny       | 22 poäng       |                |
| 5.             | Axel Zingle        | Cofidis           | 21 poäng       |                |
| 6.             | Jesús Herrada      | Cofidis           | 20 poäng       |                |
| 7.             | Geoffrey Bouchard  | AG2R Citroën Team | 18 poäng       |                |
| 8.             | Tim Merlier        | Soudal Quick-Step | 17 poäng       |                |
| 9.             | Cristián Rodríguez | Arkéa-Samsic      | 14 poäng       |                |
| 10.            | David Dekker       | Arkéa-Samsic      | 12 poäng       |                |

| Ungdomstävlingen | Ungdomstävlingen        | Ungdomstävlingen       | Ungdomstävlingen | Ungdomstävlingen |
| Cyklist          | Cyklist                 | Lag                    | Tid              |                  |
| ---------------- | ----------------------- | ---------------------- | ---------------- | ---------------- |
| 1.               | Matteo Jorgenson        | Movistar Team          | 19t 56' 21"      |                  |
| 2.               | Mauri Vansevenant       | Soudal Quick-Step      | + 1"             |                  |
| 3.               | Maxim Van Gils          | Lotto Dstny            | + 58"            |                  |
| 4.               | Cian Uijtdebroeks       | Bora-Hansgrohe         | + 1' 36"         |                  |
| 5.               | Sylvain Moniquet        | Lotto Dstny            | + 2' 44"         |                  |
| 6.               | Michel Ries             | Arkéa-Samsic           | + 3' 27"         |                  |
| 7.               | Ide Schelling           | Bora-Hansgrohe         | + 5' 38"         |                  |
| 8.               | Magnus Kulset           | Uno-X Pro Cycling Team | + 5' 41"         |                  |
| 9.               | Pablo Castrillo         | Equipo Kern Pharma     | + 6' 01"         |                  |
| 10.              | Embret Svestad-Bårdseng | Human Powered Health   | + 6' 35"         |                  |

| Ungdomstävlingen | Ungdomstävlingen        | Ungdomstävlingen       | Ungdomstävlingen | Ungdomstävlingen |
| Cyklist          | Cyklist                 | Lag                    | Tid              |                  |
| ---------------- | ----------------------- | ---------------------- | ---------------- | ---------------- |
| 1.               | Matteo Jorgenson        | Movistar Team          | 19t 56' 21"      |                  |
| 2.               | Mauri Vansevenant       | Soudal Quick-Step      | + 1"             |                  |
| 3.               | Maxim Van Gils          | Lotto Dstny            | + 58"            |                  |
| 4.               | Cian Uijtdebroeks       | Bora-Hansgrohe         | + 1' 36"         |                  |
| 5.               | Sylvain Moniquet        | Lotto Dstny            | + 2' 44"         |                  |
| 6.               | Michel Ries             | Arkéa-Samsic           | + 3' 27"         |                  |
| 7.               | Ide Schelling           | Bora-Hansgrohe         | + 5' 38"         |                  |
| 8.               | Magnus Kulset           | Uno-X Pro Cycling Team | + 5' 41"         |                  |
| 9.               | Pablo Castrillo         | Equipo Kern Pharma     | + 6' 01"         |                  |
| 10.              | Embret Svestad-Bårdseng | Human Powered Health   | + 6' 35"         |                  |

| Lagtävlingen | Lagtävlingen             | Lagtävlingen | Lagtävlingen |
| Lag          | Lag                      | Tid          |              |
| ------------ | ------------------------ | ------------ | ------------ |
| 1.           | Bora-Hansgrohe           | 59t 55' 12"  |              |
| 2.           | Soudal Quick-Step        | + 2' 36"     |              |
| 3.           | Intermarché-Circus-Wanty | + 2' 46"     |              |
| 4.           | Arkéa-Samsic             | + 2' 47"     |              |
| 5.           | AG2R Citroën Team        | + 4' 52"     |              |

| Lagtävlingen | Lagtävlingen             | Lagtävlingen | Lagtävlingen |
| Lag          | Lag                      | Tid          |              |
| ------------ | ------------------------ | ------------ | ------------ |
| 1.           | Bora-Hansgrohe           | 59t 55' 12"  |              |
| 2.           | Soudal Quick-Step        | + 2' 36"     |              |
| 3.           | Intermarché-Circus-Wanty | + 2' 46"     |              |
| 4.           | Arkéa-Samsic             | + 2' 47"     |              |
| 5.           | AG2R Citroën Team        | + 4' 52"     |              |

## Startlista
| Soudal Quick-Step SOQ | Soudal Quick-Step SOQ        | Soudal Quick-Step SOQ |
| --------------------- | ---------------------------- | --------------------- |
| #                     | Cyklist                      | Placering             |
| 1                     | Jan Hirt (CZE)               | 14.                   |
| 2                     | Josef Černý (CZE)            | 99.                   |
| 3                     | Fausto Masnada (ITA)         | 37.                   |
| 4                     | Tim Merlier (BEL) (landsväg) | 72.                   |
| 5                     | Bert Van Lerberghe (BEL)     | 74.                   |
| 6                     | Mauri Vansevenant (BEL)      | 2.                    |
| 7                     | Jordi Warlop (BEL)           | 62.                   |

| UAE Team Emirates UAD | UAE Team Emirates UAD      | UAE Team Emirates UAD |
| --------------------- | -------------------------- | --------------------- |
| #                     | Cyklist                    | Placering             |
| 11                    | Diego Ulissi (ITA)         | 5.                    |
| 12                    | Pascal Ackermann (GER)     | 90.                   |
| 13                    | Davide Formolo (ITA)       | 26.                   |
| 14                    | Ryan Gibbons (RSA)         | 51.                   |
| 15                    | Vegard Stake Laengen (NOR) | 50.                   |
| 16                    | Michael Vink (NZL)         | 76.                   |

| Intermarché-Circus-Wanty ICW | Intermarché-Circus-Wanty ICW | Intermarché-Circus-Wanty ICW |
| ---------------------------- | ---------------------------- | ---------------------------- |
| #                            | Cyklist                      | Placering                    |
| 21                           | Louis Meintjes (RSA)         | 18.                          |
| 22                           | Francesco Busatto (ITA)      | 44.                          |
| 23                           | Arne Marit (BEL)             | 61.                          |
| 24                           | Tom Paquot (BEL)             | 58.                          |
| 25                           | Simone Petilli (ITA)         | 27.                          |
| 26                           | Baptiste Planckaert (BEL)    | 89.                          |
| 27                           | Rein Taaramäe (EST)          | 4.                           |

| Arkéa-Samsic ARK | Arkéa-Samsic ARK         | Arkéa-Samsic ARK |
| ---------------- | ------------------------ | ---------------- |
| #                | Cyklist                  | Placering        |
| 31               | Cristián Rodríguez (ESP) | 8.               |
| 32               | Jenthe Biermans (BEL)    | 84.              |
| 33               | David Dekker (NED)       | 100.             |
| 34               | Anthony Delaplace (FRA)  | 31.              |
| 35               | Nicolas Edet (FRA)       | 33.              |
| 36               | Andriy Ponomar (UKR)     | 43.              |
| 37               | Michel Ries (LUX)        | 22.              |

| Uno-X Pro Cycling Team UXT | Uno-X Pro Cycling Team UXT | Uno-X Pro Cycling Team UXT |
| -------------------------- | -------------------------- | -------------------------- |
| #                          | Cyklist                    | Placering                  |
| 41                         | Kristoffer Halvorsen (NOR) | 71.                        |
| 42                         | Louis Bendixen (DEN)       | 69.                        |
| 43                         | Fredrik Dversnes (NOR)     | 93.                        |
| 44                         | Niklas Eg (DEN)            | 12.                        |
| 45                         | Tord Gudmestad (NOR)       | DNS-5                      |
| 46                         | Magnus Kulset (NOR)        | 29.                        |
| 47                         | Lasse Norman Leth (DEN)    | 101.                       |

| AG2R Citroën Team ACT | AG2R Citroën Team ACT   | AG2R Citroën Team ACT |
| --------------------- | ----------------------- | --------------------- |
| #                     | Cyklist                 | Placering             |
| 51                    | Greg Van Avermaet (BEL) | 42.                   |
| 52                    | Geoffrey Bouchard (FRA) | 3.                    |
| 53                    | Stan Dewulf (BEL)       | 41.                   |
| 54                    | Jaakko Hänninen (FIN)   | 25.                   |
| 55                    | Lawrence Naesen (BEL)   | 59.                   |
| 56                    | Oliver Naesen (BEL)     | 48.                   |
| 57                    | Andrea Vendrame (ITA)   | 45.                   |

| Bora-Hansgrohe BOH | Bora-Hansgrohe BOH      | Bora-Hansgrohe BOH |
| ------------------ | ----------------------- | ------------------ |
| #                  | Cyklist                 | Placering          |
| 61                 | Emanuel Buchmann (GER)  | 13.                |
| 62                 | Giovanni Aleotti (ITA)  | DNS-3              |
| 63                 | Florian Lipowitz (GER)  | 53.                |
| 64                 | Ide Schelling (NED)     | 28.                |
| 65                 | Cian Uijtdebroeks (BEL) | 9.                 |
| 66                 | Matt Walls (GBR)        | DNS-5              |
| 67                 | Ben Zwiehoff (GER)      | 15.                |

| Astana Qazaqstan Team AST | Astana Qazaqstan Team AST | Astana Qazaqstan Team AST |
| ------------------------- | ------------------------- | ------------------------- |
| #                         | Cyklist                   | Placering                 |
| 71                        | Alexej Lutsenko (KAZ)     | 19.                       |
| 72                        | Leonardo Basso (ITA)      | 110.                      |
| 73                        | Manuele Boaro (ITA)       | 88.                       |
| 74                        | Mark Cavendish (GBR)      | 105.                      |
| 75                        | Yevgeniy Fedorov (KAZ)    | 77.                       |
| 76                        | Martin Laas (EST)         | 111.                      |
| 77                        | Harold Tejada (COL)       | 20.                       |

| Movistar Team MOV | Movistar Team MOV       | Movistar Team MOV |
| ----------------- | ----------------------- | ----------------- |
| #                 | Cyklist                 | Placering         |
| 81                | Matteo Jorgenson (USA)  | 1.                |
| 82                | Imanol Erviti (ESP)     | 66.               |
| 83                | Abner González (PUR)    | 57.               |
| 84                | Mathias Norsgaard (DEN) | 96.               |
| 85                | Max Kanter (GER)        | 64.               |
| 86                | Iván Sosa (COL)         | 47.               |
| 87                | Carlos Verona (ESP)     | 10.               |

| Cofidis COF | Cofidis COF           | Cofidis COF |
| ----------- | --------------------- | ----------- |
| #           | Cyklist               | Placering   |
| 91          | Jesús Herrada (ESP)   | 7.          |
| 92          | François Bidard (FRA) | DNF-4       |
| 93          | Wesley Kreder (NED)   | 97.         |
| 94          | Alexis Renard (FRA)   | 81.         |
| 95          | Rémy Rochas (FRA)     | 23.         |
| 96          | Harrison Wood (GBR)   | 70.         |
| 97          | Axel Zingle (FRA)     | 73.         |

| Lotto Dstny LTD | Lotto Dstny LTD           | Lotto Dstny LTD |
| --------------- | ------------------------- | --------------- |
| #               | Cyklist                   | Placering       |
| 101             | Thomas De Gendt (BEL)     | 68.             |
| 102             | Arjen Livyns (BEL)        | 54.             |
| 103             | Sylvain Moniquet (BEL)    | 17.             |
| 104             | Michael Schwarzmann (GER) | 95.             |
| 105             | Rüdiger Selig (GER)       | 108.            |
| 106             | Eduardo Sepúlveda (ARG)   | 40.             |
| 107             | Maxim Van Gils (BEL)      | 6.              |

| Bingoal WB BWB | Bingoal WB BWB                 | Bingoal WB BWB |
| -------------- | ------------------------------ | -------------- |
| #              | Cyklist                        | Placering      |
| 111            | Ceriel Desal (BEL)             | 55.            |
| 112            | Floris De Tier (BEL)           | 21.            |
| 113            | Johan Meens (BEL)              | 63.            |
| 114            | Alexander Salby (DEN)          | 83.            |
| 115            | Lennert Teugels (BEL)          | 16.            |
| 116            | Luca Van Boven (BEL)           | 67.            |
| 117            | Guillaume Van Keirsbulck (BEL) | 80.            |

| Equipo Kern Pharma EKP | Equipo Kern Pharma EKP   | Equipo Kern Pharma EKP |
| ---------------------- | ------------------------ | ---------------------- |
| #                      | Cyklist                  | Placering              |
| 121                    | Roger Adrià (ESP)        | 35.                    |
| 122                    | Urko Berrade (ESP)       | 79.                    |
| 123                    | Giovanni Carboni (ITA)   | 24.                    |
| 124                    | Pablo Castrillo (ESP)    | 30.                    |
| 125                    | Iván Cobo (ESP)          | 75.                    |
| 126                    | Jordi López (ESP)        | 56.                    |
| 127                    | Danny van der Tuuk (NED) | 91.                    |

| Burgos-BH BBH | Burgos-BH BBH                | Burgos-BH BBH |
| ------------- | ---------------------------- | ------------- |
| #             | Cyklist                      | Placering     |
| 131           | Pelayo Sánchez (ESP)         | 36.           |
| 132           | Rodrigo Álvarez (ESP)        | 112.          |
| 133           | Mario Aparicio (ESP)         | 46.           |
| 134           | Miguel Ángel Fernández (ESP) | 106.          |
| 135           | Alejandro Franco (ESP)       | 60.           |
| 136           | Ángel Fuentes (ESP)          | 82.           |
| 137           | Victor Langellotti (MON)     | 11.           |

| Oman OMA | Oman OMA             | Oman OMA  |
| -------- | -------------------- | --------- |
| #        | Cyklist              | Placering |
| 141      | Said Al Rahbi        | 109.      |
| 142      | Abdullah Al-Gueilani | DNF-2     |
| 143      | Munther Al Hsani     | 87.       |
| 144      | Faisal Al Mammari    | 116.      |
| 145      | Mazin Al Riyami      | 114.      |
| 146      | Mohamed Al Wahibi    | DNF-5     |

| Human Powered Health HPM | Human Powered Health HPM      | Human Powered Health HPM |
| ------------------------ | ----------------------------- | ------------------------ |
| #                        | Cyklist                       | Placering                |
| 151                      | Alan Banaszek (POL)           | 107.                     |
| 152                      | Stephen Bassett (USA)         | 94.                      |
| 153                      | August Jensen (NOR)           | 65.                      |
| 154                      | Bart Lemmen (NED)             | DNS-3                    |
| 155                      | Barnabás Peák (HUN)           | 92.                      |
| 156                      | Benjamin Perry (CAN)          | 98.                      |
| 157                      | Embret Svestad-Bårdseng (NOR) | 34.                      |

| Terengganu Polygon Cycling Team TSG | Terengganu Polygon Cycling Team TSG | Terengganu Polygon Cycling Team TSG |
| ----------------------------------- | ----------------------------------- | ----------------------------------- |
| #                                   | Cyklist                             | Placering                           |
| 161                                 | Youcef Reguigui (ALG)               | 103.                                |
| 162                                 | Jesse Ewart (IRL)                   | DNS-5                               |
| 163                                 | Irwandie Lakasek (MAS)              | 113.                                |
| 164                                 | Nur Amirul Fakhruddin Mazuki (MAS)  | 85.                                 |
| 165                                 | Jeroen Meijers (NED)                | 104.                                |
| 166                                 | Jambaljamts Sainbayar (MGL)         | 39.                                 |
| 167                                 | Mohd Hariff Saleh (MAS)             | 115.                                |

| JCLTeam Ukyo JCL | JCLTeam Ukyo JCL       | JCLTeam Ukyo JCL |
| ---------------- | ---------------------- | ---------------- |
| #                | Cyklist                | Placering        |
| 171              | Benjamín Prades (ESP)  | 52.              |
| 172              | Manabu Ishibashi (JPN) | 102.             |
| 173              | Yūma Koishi (JPN)      | 38.              |
| 174              | Raymond Kreder (NED)   | 86.              |
| 175              | Atsushi Oka (JPN)      | 49.              |
| 176              | Kosuke Takeyama (JPN)  | 78.              |
| 177              | Masaki Yamamoto (JPN)  | 32.              |

| Soudal Quick-Step SOQ | Soudal Quick-Step SOQ        | Soudal Quick-Step SOQ |
| --------------------- | ---------------------------- | --------------------- |
| #                     | Cyklist                      | Placering             |
| 1                     | Jan Hirt (CZE)               | 14.                   |
| 2                     | Josef Černý (CZE)            | 99.                   |
| 3                     | Fausto Masnada (ITA)         | 37.                   |
| 4                     | Tim Merlier (BEL) (landsväg) | 72.                   |
| 5                     | Bert Van Lerberghe (BEL)     | 74.                   |
| 6                     | Mauri Vansevenant (BEL)      | 2.                    |
| 7                     | Jordi Warlop (BEL)           | 62.                   |

| UAE Team Emirates UAD | UAE Team Emirates UAD      | UAE Team Emirates UAD |
| --------------------- | -------------------------- | --------------------- |
| #                     | Cyklist                    | Placering             |
| 11                    | Diego Ulissi (ITA)         | 5.                    |
| 12                    | Pascal Ackermann (GER)     | 90.                   |
| 13                    | Davide Formolo (ITA)       | 26.                   |
| 14                    | Ryan Gibbons (RSA)         | 51.                   |
| 15                    | Vegard Stake Laengen (NOR) | 50.                   |
| 16                    | Michael Vink (NZL)         | 76.                   |

| Intermarché-Circus-Wanty ICW | Intermarché-Circus-Wanty ICW | Intermarché-Circus-Wanty ICW |
| ---------------------------- | ---------------------------- | ---------------------------- |
| #                            | Cyklist                      | Placering                    |
| 21                           | Louis Meintjes (RSA)         | 18.                          |
| 22                           | Francesco Busatto (ITA)      | 44.                          |
| 23                           | Arne Marit (BEL)             | 61.                          |
| 24                           | Tom Paquot (BEL)             | 58.                          |
| 25                           | Simone Petilli (ITA)         | 27.                          |
| 26                           | Baptiste Planckaert (BEL)    | 89.                          |
| 27                           | Rein Taaramäe (EST)          | 4.                           |

| Arkéa-Samsic ARK | Arkéa-Samsic ARK         | Arkéa-Samsic ARK |
| ---------------- | ------------------------ | ---------------- |
| #                | Cyklist                  | Placering        |
| 31               | Cristián Rodríguez (ESP) | 8.               |
| 32               | Jenthe Biermans (BEL)    | 84.              |
| 33               | David Dekker (NED)       | 100.             |
| 34               | Anthony Delaplace (FRA)  | 31.              |
| 35               | Nicolas Edet (FRA)       | 33.              |
| 36               | Andriy Ponomar (UKR)     | 43.              |
| 37               | Michel Ries (LUX)        | 22.              |

| Uno-X Pro Cycling Team UXT | Uno-X Pro Cycling Team UXT | Uno-X Pro Cycling Team UXT |
| -------------------------- | -------------------------- | -------------------------- |
| #                          | Cyklist                    | Placering                  |
| 41                         | Kristoffer Halvorsen (NOR) | 71.                        |
| 42                         | Louis Bendixen (DEN)       | 69.                        |
| 43                         | Fredrik Dversnes (NOR)     | 93.                        |
| 44                         | Niklas Eg (DEN)            | 12.                        |
| 45                         | Tord Gudmestad (NOR)       | DNS-5                      |
| 46                         | Magnus Kulset (NOR)        | 29.                        |
| 47                         | Lasse Norman Leth (DEN)    | 101.                       |

| AG2R Citroën Team ACT | AG2R Citroën Team ACT   | AG2R Citroën Team ACT |
| --------------------- | ----------------------- | --------------------- |
| #                     | Cyklist                 | Placering             |
| 51                    | Greg Van Avermaet (BEL) | 42.                   |
| 52                    | Geoffrey Bouchard (FRA) | 3.                    |
| 53                    | Stan Dewulf (BEL)       | 41.                   |
| 54                    | Jaakko Hänninen (FIN)   | 25.                   |
| 55                    | Lawrence Naesen (BEL)   | 59.                   |
| 56                    | Oliver Naesen (BEL)     | 48.                   |
| 57                    | Andrea Vendrame (ITA)   | 45.                   |

| Bora-Hansgrohe BOH | Bora-Hansgrohe BOH      | Bora-Hansgrohe BOH |
| ------------------ | ----------------------- | ------------------ |
| #                  | Cyklist                 | Placering          |
| 61                 | Emanuel Buchmann (GER)  | 13.                |
| 62                 | Giovanni Aleotti (ITA)  | DNS-3              |
| 63                 | Florian Lipowitz (GER)  | 53.                |
| 64                 | Ide Schelling (NED)     | 28.                |
| 65                 | Cian Uijtdebroeks (BEL) | 9.                 |
| 66                 | Matt Walls (GBR)        | DNS-5              |
| 67                 | Ben Zwiehoff (GER)      | 15.                |

| Astana Qazaqstan Team AST | Astana Qazaqstan Team AST | Astana Qazaqstan Team AST |
| ------------------------- | ------------------------- | ------------------------- |
| #                         | Cyklist                   | Placering                 |
| 71                        | Alexej Lutsenko (KAZ)     | 19.                       |
| 72                        | Leonardo Basso (ITA)      | 110.                      |
| 73                        | Manuele Boaro (ITA)       | 88.                       |
| 74                        | Mark Cavendish (GBR)      | 105.                      |
| 75                        | Yevgeniy Fedorov (KAZ)    | 77.                       |
| 76                        | Martin Laas (EST)         | 111.                      |
| 77                        | Harold Tejada (COL)       | 20.                       |

| Movistar Team MOV | Movistar Team MOV       | Movistar Team MOV |
| ----------------- | ----------------------- | ----------------- |
| #                 | Cyklist                 | Placering         |
| 81                | Matteo Jorgenson (USA)  | 1.                |
| 82                | Imanol Erviti (ESP)     | 66.               |
| 83                | Abner González (PUR)    | 57.               |
| 84                | Mathias Norsgaard (DEN) | 96.               |
| 85                | Max Kanter (GER)        | 64.               |
| 86                | Iván Sosa (COL)         | 47.               |
| 87                | Carlos Verona (ESP)     | 10.               |

| Cofidis COF | Cofidis COF           | Cofidis COF |
| ----------- | --------------------- | ----------- |
| #           | Cyklist               | Placering   |
| 91          | Jesús Herrada (ESP)   | 7.          |
| 92          | François Bidard (FRA) | DNF-4       |
| 93          | Wesley Kreder (NED)   | 97.         |
| 94          | Alexis Renard (FRA)   | 81.         |
| 95          | Rémy Rochas (FRA)     | 23.         |
| 96          | Harrison Wood (GBR)   | 70.         |
| 97          | Axel Zingle (FRA)     | 73.         |

| Lotto Dstny LTD | Lotto Dstny LTD           | Lotto Dstny LTD |
| --------------- | ------------------------- | --------------- |
| #               | Cyklist                   | Placering       |
| 101             | Thomas De Gendt (BEL)     | 68.             |
| 102             | Arjen Livyns (BEL)        | 54.             |
| 103             | Sylvain Moniquet (BEL)    | 17.             |
| 104             | Michael Schwarzmann (GER) | 95.             |
| 105             | Rüdiger Selig (GER)       | 108.            |
| 106             | Eduardo Sepúlveda (ARG)   | 40.             |
| 107             | Maxim Van Gils (BEL)      | 6.              |

| Bingoal WB BWB | Bingoal WB BWB                 | Bingoal WB BWB |
| -------------- | ------------------------------ | -------------- |
| #              | Cyklist                        | Placering      |
| 111            | Ceriel Desal (BEL)             | 55.            |
| 112            | Floris De Tier (BEL)           | 21.            |
| 113            | Johan Meens (BEL)              | 63.            |
| 114            | Alexander Salby (DEN)          | 83.            |
| 115            | Lennert Teugels (BEL)          | 16.            |
| 116            | Luca Van Boven (BEL)           | 67.            |
| 117            | Guillaume Van Keirsbulck (BEL) | 80.            |

| Equipo Kern Pharma EKP | Equipo Kern Pharma EKP   | Equipo Kern Pharma EKP |
| ---------------------- | ------------------------ | ---------------------- |
| #                      | Cyklist                  | Placering              |
| 121                    | Roger Adrià (ESP)        | 35.                    |
| 122                    | Urko Berrade (ESP)       | 79.                    |
| 123                    | Giovanni Carboni (ITA)   | 24.                    |
| 124                    | Pablo Castrillo (ESP)    | 30.                    |
| 125                    | Iván Cobo (ESP)          | 75.                    |
| 126                    | Jordi López (ESP)        | 56.                    |
| 127                    | Danny van der Tuuk (NED) | 91.                    |

| Burgos-BH BBH | Burgos-BH BBH                | Burgos-BH BBH |
| ------------- | ---------------------------- | ------------- |
| #             | Cyklist                      | Placering     |
| 131           | Pelayo Sánchez (ESP)         | 36.           |
| 132           | Rodrigo Álvarez (ESP)        | 112.          |
| 133           | Mario Aparicio (ESP)         | 46.           |
| 134           | Miguel Ángel Fernández (ESP) | 106.          |
| 135           | Alejandro Franco (ESP)       | 60.           |
| 136           | Ángel Fuentes (ESP)          | 82.           |
| 137           | Victor Langellotti (MON)     | 11.           |

| Oman OMA | Oman OMA             | Oman OMA  |
| -------- | -------------------- | --------- |
| #        | Cyklist              | Placering |
| 141      | Said Al Rahbi        | 109.      |
| 142      | Abdullah Al-Gueilani | DNF-2     |
| 143      | Munther Al Hsani     | 87.       |
| 144      | Faisal Al Mammari    | 116.      |
| 145      | Mazin Al Riyami      | 114.      |
| 146      | Mohamed Al Wahibi    | DNF-5     |

| Human Powered Health HPM | Human Powered Health HPM      | Human Powered Health HPM |
| ------------------------ | ----------------------------- | ------------------------ |
| #                        | Cyklist                       | Placering                |
| 151                      | Alan Banaszek (POL)           | 107.                     |
| 152                      | Stephen Bassett (USA)         | 94.                      |
| 153                      | August Jensen (NOR)           | 65.                      |
| 154                      | Bart Lemmen (NED)             | DNS-3                    |
| 155                      | Barnabás Peák (HUN)           | 92.                      |
| 156                      | Benjamin Perry (CAN)          | 98.                      |
| 157                      | Embret Svestad-Bårdseng (NOR) | 34.                      |

| Terengganu Polygon Cycling Team TSG | Terengganu Polygon Cycling Team TSG | Terengganu Polygon Cycling Team TSG |
| ----------------------------------- | ----------------------------------- | ----------------------------------- |
| #                                   | Cyklist                             | Placering                           |
| 161                                 | Youcef Reguigui (ALG)               | 103.                                |
| 162                                 | Jesse Ewart (IRL)                   | DNS-5                               |
| 163                                 | Irwandie Lakasek (MAS)              | 113.                                |
| 164                                 | Nur Amirul Fakhruddin Mazuki (MAS)  | 85.                                 |
| 165                                 | Jeroen Meijers (NED)                | 104.                                |
| 166                                 | Jambaljamts Sainbayar (MGL)         | 39.                                 |
| 167                                 | Mohd Hariff Saleh (MAS)             | 115.                                |

| JCLTeam Ukyo JCL | JCLTeam Ukyo JCL       | JCLTeam Ukyo JCL |
| ---------------- | ---------------------- | ---------------- |
| #                | Cyklist                | Placering        |
| 171              | Benjamín Prades (ESP)  | 52.              |
| 172              | Manabu Ishibashi (JPN) | 102.             |
| 173              | Yūma Koishi (JPN)      | 38.              |
| 174              | Raymond Kreder (NED)   | 86.              |
| 175              | Atsushi Oka (JPN)      | 49.              |
| 176              | Kosuke Takeyama (JPN)  | 78.              |
| 177              | Masaki Yamamoto (JPN)  | 32.              |

Förklaringar
DNF = Fullföljde inte, OTL = Utanför tidsgränsen, DNS = Startade inte, DSQ = Diskvalificerad